# Hermanos Gutiérrez
Hermanos Gutiérrez sind ein schweizerisches Gitarren-Duo im Bereich der Instrumentalmusik. Es wurde 2015 von den ecuadorianisch-schweizerischen Brüdern Estevan und Alejandro Gutiérrez (Stephan und Daniel Hotz) in Zürich gegründet. 2024 veröffentlichten sie ihr sechstes Album Sonido Cósmico beim US-amerikanischen Label Easy Eye Sound und erreichten erstmals Alben-Chartplatzierungen.

## Geschichte
Estevan und Alejandro Gutiérrez wurden als Söhne einer ecuadorianischen Mutter und eines Schweizer Vaters in Ecuador geboren und wuchsen in der Schweiz auf. Estevan ist klassisch ausgebildeter Gitarrist, sein acht Jahre jüngerer Bruder Alejandro lernte das Instrument autodidaktisch. Die Musik des Duos bezeichnet man als Instrumental-Rock mit Einflüssen aus Western, Ambient und Surf. Die 2021 gegründete Hermanos Gutiérrez GmbH wird von Stephan Ricardo Hotz und Daniel Alejandro Hotz geleitet, ansonsten legen die Brüder als Gesamtkünstler wert darauf, dass ihre Aliasse und ihr «Kakteen-Wüsten-Mythos» (Tages-Anzeiger) gepflegt wird.
Die Brüder begannen 2015, zusammen zu spielen und ihr erstes Album 8 Años gaben sie als Andenken für ihre Familie selbst heraus. 2019 entstand das zweite Album Hoy Como Ayer in Berlin, 2021 folgte Hijos del Sol. 2022 veröffentlichten sie ihr fünftes Album El Bueno y el Malo beim US-amerikanischen Label Easy Eye Sound von Dan Auerbach (The Black Keys), der das Album auch produzierte und unter anderem dafür im Jahr 2022 für einen Grammy nominiert war. 2024 folgte beim selben Label das Album Sonido Cósmico; es wurde in Nashville aufgezeichnet und erhielt positive Kritiken.
2021 war das Duo bei einer Spotlight Session des Montreux Jazz Festival zu sehen; 2023 traten Hermanos Gutiérrez bei der Reihe Tiny Desk Concerts des Hörfunknetzwerks NPR auf.
2025 trat das Duo in der laut Tages-Anzeiger «legendären» Jimmy-Kimmel-Show auf, einer der grossen amerikanischen Late-Night-Shows.
In der Schweiz blieben die Brüder eher unbekannt, während sie in den USA eigene Konzerte verkaufen konnten. Im Juli 2025 kehrten sie zusammen mit den Black Keys ans Montreux Festival zurück.

## Diskografie
Alben

| Jahr | Titel Musiklabel                  | Höchstplatzierung, Gesamtwochen, AuszeichnungChartplatzierungen (Jahr, Titel, Musiklabel, Platzierungen, Wochen, Auszeichnungen, Anmerkungen) | Höchstplatzierung, Gesamtwochen, AuszeichnungChartplatzierungen (Jahr, Titel, Musiklabel, Platzierungen, Wochen, Auszeichnungen, Anmerkungen) | Höchstplatzierung, Gesamtwochen, AuszeichnungChartplatzierungen (Jahr, Titel, Musiklabel, Platzierungen, Wochen, Auszeichnungen, Anmerkungen) | Höchstplatzierung, Gesamtwochen, AuszeichnungChartplatzierungen (Jahr, Titel, Musiklabel, Platzierungen, Wochen, Auszeichnungen, Anmerkungen) | Anmerkungen                              |
| Jahr | Titel Musiklabel                  | CH | DE | UK | US | Anmerkungen                              |
| ---- | --------------------------------- | --- | --- | --- | --- | ---------------------------------------- |
| 2017 | 8 Años Selbstverlag               | — | — | — | — | Erstveröffentlichung: 24. Februar 2017   |
| 2018 | El camino de mi alma Selbstverlag | — | — | — | — | Erstveröffentlichung: 23. Mai 2018       |
| 2019 | Hoy como ayer Selbstverlag        | — | — | — | — | Erstveröffentlichung: 27. September 2019 |
| 2020 | Hijos del sol Selbstverlag        | CH99 (1 Wo.)CH | — | — | — | Erstveröffentlichung: 25. September 2020 |
| 2022 | El bueno y el malo Easy Eye Sound | CH8 (4 Wo.)CH | — | — | — | Erstveröffentlichung: 28. Oktober 2022   |
| 2024 | Sonido cósmico Easy Eye Sound     | CH6 (6 Wo.)CH | DE53 (1 Wo.)DE | UK53 (1 Wo.)UK | US193 (1 Wo.)US | Erstveröffentlichung: 14. Juni 2024      |

Kompilationen

| Jahr | Titel Musiklabel         | Höchstplatzierung, Gesamtwochen, AuszeichnungChartplatzierungen (Jahr, Titel, Musiklabel, Platzierungen, Wochen, Auszeichnungen, Anmerkungen) | Höchstplatzierung, Gesamtwochen, AuszeichnungChartplatzierungen (Jahr, Titel, Musiklabel, Platzierungen, Wochen, Auszeichnungen, Anmerkungen) | Höchstplatzierung, Gesamtwochen, AuszeichnungChartplatzierungen (Jahr, Titel, Musiklabel, Platzierungen, Wochen, Auszeichnungen, Anmerkungen) | Höchstplatzierung, Gesamtwochen, AuszeichnungChartplatzierungen (Jahr, Titel, Musiklabel, Platzierungen, Wochen, Auszeichnungen, Anmerkungen) | Anmerkungen                           |
| Jahr | Titel Musiklabel         | CH | DE | UK | US | Anmerkungen                           |
| ---- | ------------------------ | --- | --- | --- | --- | ------------------------------------- |
| 2021 | Eternamente Selbstverlag | — | — | — | — | Erstveröffentlichung: 15. Januar 2021 |